# Stigmatopteris sordida
Stigmatopteris sordida är en träjonväxtart som först beskrevs av William Ralph Maxon, och fick sitt nu gällande namn av Carl Frederik Albert Christensen. Stigmatopteris sordida ingår i släktet Stigmatopteris och familjen Dryopteridaceae. Inga underarter finns listade.